# Belel
Belel è un comune del Camerun, che fa parte del dipartimento di Vina nella regione di Adamaoua.